# Phil Ford (sceneggiatore)
Phil Ford (1950) è un autore televisivo britannico.
È stato capo scrittore della seconda stagione di Le avventure di Sarah Jane, trasmessa nel 2008, ed ha scritto l'episodio "L'acqua di Marte" della serie Doctor Who insieme a Russell T Davies..
Nel 2012, insieme a Davies, ha creato la serie televisiva per ragazzi Maghi contro Alieni.

## Filmografia
| Serie                                                  | Episodi | Canale     |
| ------------------------------------------------------ | --- | ---------- |
| Taggart (Taggart)                                      | - "Berserker" (1997) | ITV        |
| Coronation Street                                      | - 86 Episodi (1997-2002) | ITV        |
| Heartbeat                                              | - "Spellbound" (1998) | ITV        |
| Bad Girls                                              | - "Love Rivals" (1999) - "The Set-Up" (2000) - "Family Plan" (2000) - "The Chains of Freedom" (2001) - "Uninvited Guests" (2001) - "Cat and Mouse" (2001) - "Unholy Alliances" (2002) - "Pillow Talk" (2002) - Episodio 5x03 (2003) - Episodio 6x08 (2004) - Episodio 6x12 (2004) - Episodio 7x01 (2005) - Episodio 7x04 (2005) - Episodio 7x11 (2005) - Episodio 8x04 (2006) - Episodio 8x08 (2006) - Christmas Special (2006) (2011) | ITV        |
| Metropolitan Police (The Bill)                         | - "Tolerance: Part 1" (2001) - "Tolerance: Part 2" (2001) - "Crush" (2001) - "Quinnan 1" (2002) | ITV        |
| Footballers' Wives                                     | - "All To Play For" (2002) | ITV        |
| New Captain Scarlet                                    | - "Instrument of Destruction: Part One" (2005) - "Instrument of Destruction: Part Two" (2005) - "Swarm" (2005) - "Rat Trap" (2005) - "The Homecoming" (2005) - "Mercury Falling" (2005) - "Chiller" (2005) - "Trap for a Rhino" (2005) - "Heist" (2005) - "The Achilles Messenger" (2005) - "Touch of the Reaper" (2005) - "Virus" (2005) - "Enigma" (2005) - "Best of Enemies" (2005) - "Contact" (2005) - "Proteus" (2005) - "Syrtis Major" (2005) - "Fallen Angels" (2005) - "Storm at the End of the World" (2005) - "Duel" (2005) - "Shapeshifter" (2005) - "Dominion" (2005) - "Grey Skulls" (2005) | ITV        |
| Bombshell                                              | - Vari episodi (2006) | TV ONE     |
| Waterloo Road                                          | - Episodio 2x06 (2007) - Episodio 2x12 (2007) | BBC One    |
| Le avventure di Sarah Jane (The Sarah Jane Adventures) | - "Lo sguardo che uccide" (2 parti, 2007) - "Il ragazzo scomparso" (2 parti, 2007) - "The Last Sontaran" (2 parti, 2008) - "The Day of the Clown" (2 parti, 2008) - "Enemy of the Bane" (2 parti, 2008) - "Prisoner of the Judoon" (2 parti, 2009) - "The Eternity Trap" (2 parti, 2009) - "Mona Lisa's Revenge" (2 parti, 2009) - "The Vault of Secrets" (2 parti, 2010) - "Sky" (2 parti, 2011) - "The Curse of Clyde Langer" (2 parti, 2011) | CBBC       |
| Torchwood (Torchwood)                                  | - "Un matrimonio memorabile" (2008) | BBC Three  |
| Doctor Who                                             | - "L'acqua di Marte" (Co-scritto con Russell T Davies) (2009) - "All'interno di un Dalek" (Co-scritto con Steven Moffat) (2014) | BBC One    |
| Dreamland                                              | - Tutti i 6 episodi (2009) | CBBC       |
| Doctor Who: The Adventure Games                        | - "City of the Daleks" (2010) - "Blood of the Cybermen" (2010) - "Shadows of the Vashta Nerada" (2010) - "The Gunpowder Plot" (2011) | BBC Online |
| Maghi contro Alieni (Wizards vs Aliens)                | - "La minaccia dei Nekross" (2 parti, 2012) - "L'attacco del Grazlax" (2 parti, 2012) - "Una misteriosa apparizione" (2 parti, 2012) - "Una maga di strada" (2 parti, 2013) - "Il tredicesimo piano" (2 parti, 2013) - "Eclissi" (2 parti, 2013) - "Il segreto della Stanza 12" (2 parti, 2014) - "Il sonno di pietra" (2 parti, 2014) - "La caduta di Twilight" (2 parti, 2014) | CBBC       |